# 사무라이 스피리츠 6번의 승부
《사무라이 스피리츠 6번의 승부》(일본어: サムライスピリッツ六番勝負)는 SNK가 발매한 사무라이 쇼다운 합본집으로, 네오지오와 아토믹웨이브로 발매된 6개의 게임들을 묶어서 발매됐다. 2008년 플레이스테이션 2, 플레이스테이션 포터블 및 Wii로 출시됐다. 대한민국에는 액티비전 코리아가 Wii판을 배급했다.
- 《사무라이 쇼다운》
- 《사무라이 쇼다운 II》
- 《사무라이 쇼다운 III》
- 《사무라이 쇼다운 IV》
- 《사무라이 쇼다운 V》
- 《사무라이 쇼다운 VI》